# باژوس (پا-دو-کاله)
باژوس (به فرانسوی: Bajus) یک کمون (فرانسه) در فرانسه است که در پا-دو-کاله واقع شده‌است. باژوس ۲٫۹۴ کیلومتر مربع مساحت دارد ۱۰۰ متر بالاتر از سطح دریا واقع شده‌است.